# Arigh Batur
Arigh Batur é uma cidade do Afeganistão, localizada na província de Balkh.